# Надув
Надув (уст. задулина) — пологий холм из уплотнённого снега, нанесённого ветром на ровной открытой местности. Надув в виде полумесяца с направленными по ветру концами называется снежным барханом. Надув следует отличать от сугроба — надув образуется на открытой местности, а сугроб — вблизи какого-либо препятствия.
Надувы образуются во время сильного ветра и вызванного им перемещения снега. Надувы часто образуются в средних широтах зимой, а в степной местности — во время сильных буранов.
Снежный надув также называют намётом (от слова мести) или субоем (сувоем). В сноубординге снежный надув называют термином wind packet snow.
Снежные надувы в горах имеют более сложные формы. Такой надув, образовавшийся в горной местности на каменном гребне в подветренной стороне склона, называют снежным карнизом. Такой надув может иметь полости, образовавшиеся в результате завихрений воздушных потоков — иногда под снежным карнизом может образоваться карман или ниша.